# Grand Prix Motorcross van Namen
Vanaf 1947 tot en met 2007 zakten elk jaar de beste motorcrosspiloten van de wereld af naar Namen. Daar waar de Grand Prix Motorcross van Namen, ook wel gekend als de Grand Prix van België ofwel de Grand Prix van Wallonië motorcross werd georganiseerd op het circuit van de Citadel van Namen. Het parcours werd uitgetekend tussen de bomen, straten en weggetjes die te vinden zijn in het Naamse stadspark. In 2008 'verhuisde' de GP naar Lommel (zie: Grand Prix motorcross van Limburg).

## Grand Prix van Namen
De GP van België in Namen was voor de motorcross wat het Circuit de Monaco is voor de Formule 1. Het parcours op de Citadel van Namen kon door zijn specifieke en extreme karakter echter op meer dan één punt de vergelijking met Monaco aan. Zo liep het parcours tussen vele bomen en liet het de piloten diepe afdalingen maken om vervolgens uit te komen op de straat, voor de gelegenheid bedekt met een laagje zand. Deze Grand Prix was bij het motorcrosspubliek uitzonderlijk geliefd. Britten, Amerikanen, Russen, Finnen, Zweden... iedereen met een hart voor motorcross wou dit legendarische schouwstuk minstens eenmaal meegemaakt hebben.
Droefenis was dan ook alom tegenwoordig toen in 2007 de stekker uit de organisatie ging toen Namur MX Events enkele oudgedienden zag afzwaaien en er geen opvolger werd gevonden voor voorzitter Pierre Chonquerez. De Grand Prix van België gaat sindsdien door in Lommel, met uitzondering van 2012 en 2013. Toen haalde Edmond Detry de Belgische Grand Prix terug naar Wallonië. De Grand Prix ging door in Bastenaken. Deze Naamse zakenman had echter grotere plannen en onderzocht de mogelijkheid van een nieuwe Belgische Grand Prix op de Citadel van Namen. De man sprak luidop van een Grand Prix in 2015 en de Motorcross der Naties in 2025. Maar hij en de hele motorcrossgemeenschap kregen een koude douche, toen duidelijk werd dat het parcours niet meer voldeed aan de moderne veiligheids- en faciliteitseisen. Doordat de Citadel meer is dan een historisch motorcrossparcours kunnen deze ingrijpende veranderingen niet worden doorgevoerd. Een Grand Prix op de Citadel van Namen lijkt in de toekomst dan ook enorm onwaarschijnlijk.

## Bierstop
In 1988 werd Eric Geboers wereldkampioen op de Citadel van Namen. Het was toen echter niet de Belg zelf die de Grand Prix wedstrijd won, maar wel de Zweed Håkan Carlqvist. De Zweed, gemotiveerd door het feit dat geen enkel interessant team hem een aanbieding had gedaan voor het volgende seizoen, reed verschroeiend snel. Carlqvist had maar één bedoeling: de sceptici ongelijk geven en de tegenstand tot amateurs degraderen. Dit zette de Zweed nog eens extra in de verf door aan het bij motorcrossfans bekende Château du Monument een biertje binnen te gieten. Carlqvist eindigde uiteindelijk op een verdienstelijke tiende plaats in de eindstand van het wereldkampioenschap. Na zijn stunt hield hij de eer aan zichzelf en hing de motorcrosslaarzen aan de wilgen.

## Eric Geboers' afscheid
Eric Geboers won slechts één keer op de legendarisch piste die zich uitspreidde over de Citadel van Namen. Toen hij dit deed, in 1990, kroonde hij zich meteen voor de vijfde keer tot wereldkampioen. Ter plaatse kondigde hij tevens meteen z'n afscheid van het actieve motorcross aan. Meteen na de wedstrijd werd Geboers opgepikt door een helikopter om zijn vijfde wereldtitel en het nieuws omtrent zijn pensionering aan het Belgische sportpubliek te vertellen in het druk bekeken Sportweekend op de toenmalige BRT.

## Onverslaanbare Stefan Everts
Stefan Everts verloor nooit één Grand Prix op de Citadel van Namen. De technisch begenadigde piloot won zijn eerste Grand Prix op deze mythische grond in 1998. Dit deed de man uit Neeroeteren als wild card piloot op een uniek voor hem gebouwde Honda. De Limburger die dat jaar uitkwam in het WK 250cc, maakte een gelegenheidsuitstapje naar de 500cc-klasse en won overtuigend beide manches, waarin zijn voorsprong zo groot was, dat hij tijdens de tweede reeks even kon stoppen om te drinken, naar het voorbeeld van Håkan Carlqvist die dit tien jaar eerder presteerde in 1988. Dit was nog maar de eerste van zijn in totaal zeven Grand Prix overwinningen op de Citadel.
Na de eerste overwinning op de Citadel duurde het door blessureleed tot 2001 voordat Stefan Everts opnieuw aan de start verscheen in een wedstrijd op de Citadel. Van 2001 tot en met zijn afscheid in 2006 won Everts alle Grand Prix's waaraan hij deelnam op de Citadel. In 2003 won hij op één dag zelfs zowel de MXGP als de 125cc Grand Prix van België op het mythische parcours. Op het einde van zijn carrière stond de teller dan ook op zeven Grand Prix overwinningen in de hoofdstad van het Waals Gewest, evenveel als 'Mister Motocross' Roger De Coster.

## Supermoto Grand Prix
Tijdens de Grand Prix motorcross in 2005 werd in het nevenprogramma een manche om het wereldkampioenschap Supermoto betwist. Het parcours dat uitgetekend was op de Esplanade volgde deels het motorcrossparcours. Het andere deel bevond zich op het asfalt van de Esplanade boven op de Citadel.

## Resultaten
| Jaar | MXDN                |                     |                  |
| ---- | ------------------- | ------------------- | ---------------- |
| 1951 | 1. België           | 2. Groot-Brittannië | 3. Frankrijk     |
| Jaar | 500cc               |                     |                  |
| 1952 | Victor Leloup       |                     |                  |
| 1953 | René Baeten         |                     |                  |
| 1954 | René Baeten         |                     |                  |
| 1955 | John Draper         |                     |                  |
| Jaar | MXDN                |                     |                  |
| 1956 | 1. Groot-Brittannië | 2. Zweden           | 3. België        |
| Jaar | 500cc               | 250cc               |                  |
| 1957 | Sten Lundin         | Willi Oesterle      |                  |
| 1958 | René Baeten         | Jaromír Čížek       |                  |
| Jaar | MXDN                |                     |                  |
| 1959 | 1. Groot-Brittannië | 2. Zweden           | 3. België        |
| Jaar | 500cc               |                     |                  |
| 1960 | Bill Nilsson        |                     |                  |
| 1961 | Sten Lundin         |                     |                  |
| 1962 | John Burton         |                     |                  |
| 1963 | Rolf Tibblin        |                     |                  |
| 1964 | Jeff Smith          |                     |                  |
| Jaar | MXDN                |                     |                  |
| 1965 | 1. Groot-Brittannië | 2. België           | 3. Zwitserland   |
| Jaar | 500cc               |                     |                  |
| 1966 | Arthur Mampkin      |                     |                  |
| 1967 | Paul Friedrichs     |                     |                  |
| 1968 | Bengt Åberg         |                     |                  |
| 1969 | Roger De Coster     |                     |                  |
| 1970 | Roger De Coster     |                     |                  |
| 1971 | Roger De Coster     |                     |                  |
| 1972 | Roger De Coster     |                     |                  |
| 1973 | Willy Bauer         |                     |                  |
| 1974 | Roger De Coster     |                     |                  |
| 1975 | Roger De Coster     |                     |                  |
| 1976 | Roger De Coster     |                     |                  |
| 1977 | Heikki Mikkola      |                     |                  |
| 1978 | Heikki Mikkola      |                     |                  |
| 1979 | André Malherbe      |                     |                  |
| 1980 | André Malherbe      |                     |                  |
| 1981 | Håkan Carlqvist     |                     |                  |
| 1982 | André Vromans       |                     |                  |
| 1983 | Håkan Carlqvist     |                     |                  |
| 1984 | Dave Thorpe         |                     |                  |
| 1985 | Dave Thorpe         |                     |                  |
| 1986 | Georges Jobé        |                     |                  |
| 1987 | Heinz Kinigadner    |                     |                  |
| 1988 | Håkan Carlqvist     |                     |                  |
| 1989 | Dave Thorpe         |                     |                  |
| 1990 | Eric Geboers        |                     |                  |
| 1991 | Jacky Martens       |                     |                  |
| 1992 | Kurt Nicoll         |                     |                  |
| 1993 | Jacky Martens       |                     |                  |
| 1994 | Marcus Hansson      |                     |                  |
| 1995 | Johan Boonen        |                     |                  |
| 1996 | Shayne King         |                     |                  |
| 1997 | Darryl King         |                     |                  |
| 1998 | Stefan Everts       |                     |                  |
| 1999 | Peter Johansson     |                     |                  |
| Jaar | 500cc               | 250cc               | 125cc            |
| 2000 | Joël Smets          | Yves Demaria        |                  |
| 2001 | Stefan Everts       | Mickaël Pichon      | James Dobb       |
| Jaar | MXDN                |                     |                  |
| 2001 | 1. Frankrijk        | 2. België           | 3. Nieuw-Zeeland |
| Jaar | 500cc (MX3)         | 250cc (MX1/MXGP)    | 125cc (MX2)      |
| 2003 | Cédric Melotte      | Stefan Everts       | Stefan Everts    |
| 2004 |                     | Stefan Everts       | Antonio Cairoli  |
| 2005 |                     | Stefan Everts       | Andrew McFarlane |
| 2006 |                     | Stefan Everts       | Antonio Cairoli  |
| 2007 |                     | Sébastien Pourcel   | Davide Guarneri  |